# Calle Sol (Sevilla)
La calle Sol es una vía pública de la ciudad española de Sevilla.

## Descripción
La vía discurre desde la plaza de los Terceros hasta la confluencia de las calles Santa Lucía y Madre Isabel de la Trinidad. El título se explica porque en algún momento fue la calle más oriental de toda la ciudad. Aparece descrita en la Noticia histórica del origen de los nombres de las calles de esta ciudad de Sevilla (1839) de Félix González de León con las siguientes palabras:

Calle del Sol. Situada en el cuartel D. y parroquias de san Roman y santa Lucía, se nombra así por ser la mas oriental de la ciudad que recibe el sol en su nacimiento. En la mediacion de esta calle hay una casa, que al presente es tienda, que llaman la casa del Rey moro. Con efecto es una casa grande muy antigua enriquecida por toda ella con hermosas labores arabescas ya muy estropeadas, y algunas puertas tambien tienen arcos arabes, pero de estas casas hay muchas en Sevilla sin llamarse del rey moro que no sé que origen tenga. La calle es muy larga pero no ancha, y pasa desde la plaza de san Roman á la puerta del Sol.
(González de León, 1839, p. 432)